# NGC 7360
NGC 7360 est une galaxie elliptique (?) située dans la constellation de Pégase. Cette galaxie a été découverte par l'astronome allemand Albert Marth en 1864. La vitesse de NGC 7360 par rapport au fond diffus cosmologique est de 4 314 ± 26 km/s, ce qui correspond à une distance de Hubble de 63,6 ± 4,5 Mpc (∼207 millions d'al).
NGC 7360 présente une large raie HI. Selon la base de données Simbad, NGC 7360 est candidate au titre de galaxie à noyau actif.
Les avis diffèrent sur la classification de NGC 7360. Wolfgang Steinicke considère que c'est une galaxie spiral (S). Le professeur Seligman considère qu'il s'agit d'une galaxie lenticulaire dotée d'un anneau nucléaire (S0(nr)/a), ce qui correspond assez bien à l'image du relevé SDSS. bases de données classifient cette galaxie comme elliptique.